# Ura (Ungarn)
Ura ist eine ungarische Gemeinde im Kreis Csenger im Komitat Szabolcs-Szatmár-Bereg. Zur Gemeinde gehört die unmittelbar an der rumänischen Grenze südwestlich liegende Siedlung Ura-Börvely.

## Geografische Lage
Ura liegt vier Kilometer südwestlich der Kreisstadt Csenger, vier Kilometer von der Grenze zu Rumänien entfernt, am Rande des Ecsedi-láp, einem sumpfigen Gebiet.  Nachbargemeinden sind Csengerújfalu und Tyukod.

## Sehenswürdigkeiten
- Griechisch-katholische Kirche Szentháromság, erbaut 1932 im neobarocken Stil
- Reformierte Kirche, erbaut Anfang des 20. Jahrhunderts nach Plänen des Architekten Dezső Kozma
- Traditionelles Wohnhaus (Népi lakóház)

## Verkehr
Durch Ura führt die Landstraße Nr. 4924. Der nächstgelegene Bahnhof befindet sich in Csenger.